# Ronnie Stanley
Ronnie Stanley (* 18. März 1994 in Las Vegas, Nevada) ist ein US-amerikanischer American-Football-Spieler in der National Football League (NFL). Er spielt für die Baltimore Ravens als Offensive Tackle.

## College
Stanley zeigte schon früh sportliches Talent und so tat er sich an der High School nicht nur im Football, sondern auch im Basketball hervor. Er besuchte die University of Notre Dame und spielte für deren Team, die Fighting Irish, zwischen 2012 und 2015 auf verschiedenen Positionen in der Offensive Line College Football. Plante er zunächst bereits am NFL Draft 2015 teilzunehmen, blieb er schließlich doch noch ein weiteres Jahr am College.
So bestritt er insgesamt 41 Spiele, 39 davon als Starter. Für seine guten Leistungen wurde er wiederholt ausgezeichnet und in diverse Auswahlmannschaften berufen.

## NFL
Beim NFL Draft 2016 wurde er von den Baltimore Ravens in der ersten Runde als insgesamt 6. Spieler und als erster Offensive Lineman überhaupt ausgewählt. Stanley erhielt einen Vierjahresvertrag in der Höhe von voll garantierten 20,48 Millionen US-Dollar. Er konnte sich als Profi sofort durchsetzen und wurde in seiner Rookie-Saison in 12 Partien als Starting-Left Tackle eingesetzt, vier Spiele musste er verletzungsbedingt pausieren.
Auch in den folgenden Spielzeiten war er fix gesetzt und wurde zur bewährten Stütze in der O-Line der Ravens. 2019 wurde er erstmals in den Pro Bowl berufen.
Am 30. Oktober 2020 einigte sich Stanley mit den Ravens auf eine Vertragsverlängerung um fünf Jahre über 98,75 Millionen Dollar, davon knapp 71 Millionen garantiert. Durch Bonuszahlungen kann diese Summe auf bis zu 112,866 Millionen Dollar ansteigen. Damit wurde Stanley neben Laremy Tunsil zum bestbezahlten Offensive Lineman der NFL. Zwei Tage später erlitt Stanley eine Knöchelverletzung, die das Saisonaus für ihn bedeutete. Nach zwei Operationen kam Stanley im ersten Spiel der Saison 2021 zum Einsatz, musste anschließend aber erneut wegen seiner Verletzung aussetzen. Da eine weitere Operation notwendig war, fiel er anschließend für den Rest der Saison aus. In der Saison 2022 bestritt Stanley elf Spiele.